# Brillantkék FCF
A Brillantkék fcf (E133) (más néven Brilliant Blue FCF, FD&C Blue No.1, Food Blue 2, Acid Blue 9, D&C Blue No. 4, Alzen Food Blue No. 1, Alphazurine, Antracid Blue FG, Erioglaucine, Eriosky blue, Patent Blue AR, Xylene Blue VSG, és C.I. 42090) egy élelmiszer-adalékanyag, mely pirosas-kék, vízoldékony por formájában kerül kereskedelmi forgalomba.  
A brillantkék fcfet a kőszénkátrányból szintetikus úton állítják elő. Felhasználásakor általában a tartrazinnal (E102) keverve adják az ételekhez, ezúton lehetőség van különböző árnyalatú zöld színeket elérni. Megtalálható jégkrémekben, fagylaltokban, konzerv borsóban, tejtermékekben, édességekben és italokban, ezeken kívül a tisztálkodószerekben, mint a sampon és más higiénés lemosóoldatokban.
Az az USA-ban az éves termelése meghaladja az 1 millió fontot vagyis több, mint 450000 kg. Az Európai Unió területén általában engedélyezett. 